# Transformacja energetyczna

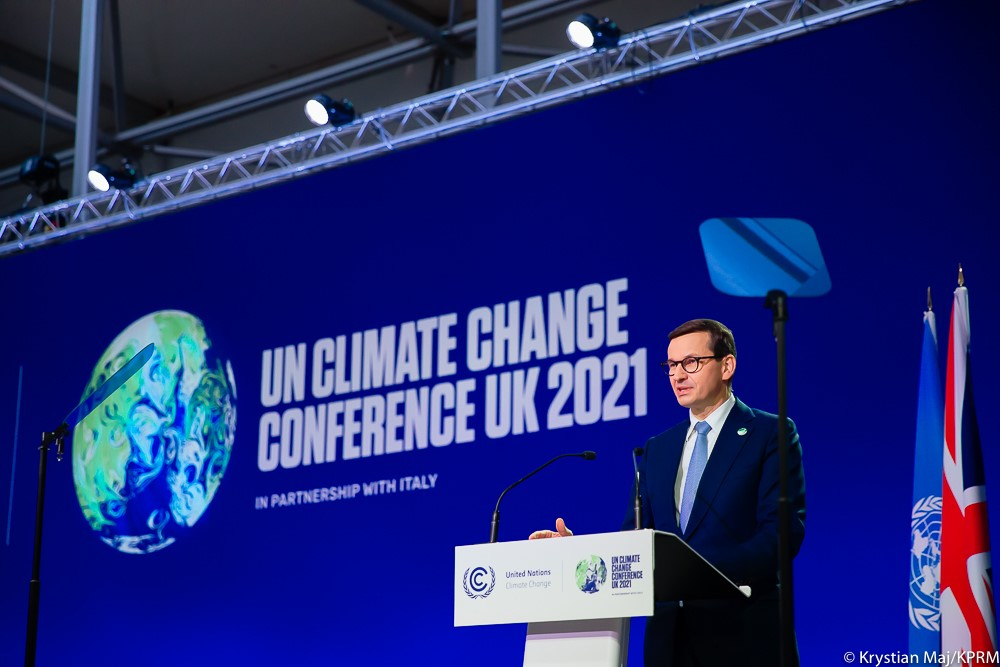
Mateusz Morawiecki podczas szczytu klimatycznego COP26, 1 listopada 2021.

Transformacja energetyczna – proces modyfikacji gospodarek i sieci energetycznych na bardziej zrównoważone, czyli mniej zależne od paliw kopalnych i bardziej efektywne energetycznie, a w konsekwencji mniej szkodliwe z punktu widzenia klimatu, zdrowia publicznego i stanu środowiska naturalnego.
Transformacja energetyczna jest ściśle powiązana z polityką klimatyczną, ponieważ oba te procesy mają na celu ograniczenie negatywnego wpływu działalności ludzkiej na środowisko naturalne, szczególnie w kontekście zmiany klimatu. Wdrażanie transformacji energetycznej jest jednym z kluczowych elementów tej polityki. Przejście na bardziej zrównoważone źródła energii, takie jak energia odnawialna (np. energia słoneczna, wiatrowa, geotermalna), pomaga w znaczącym ograniczeniu emisji dwutlenku węgla i innych gazów cieplarnianych. Ponadto, poprzez zwiększenie efektywności energetycznej, transformacja energetyczna przyczynia się do zmniejszenia ogólnego zapotrzebowania na energię, co jest zgodne z celami polityki klimatycznej mającymi na celu zmniejszenie śladu węglowego. W ten sposób, obie te sfery – transformacja energetyczna i polityka klimatyczna – wzajemnie się uzupełniają. Obecnie akceptowanym punktem dojścia transformacji energetycznej w Unii Europejskiej jest osiągnięcie neutralności klimatycznej, tj. równowagi między emitowanymi gazami cieplarnianymi, a ich składowaniem lub pochłanianiem przez ekosystemy zbiorników wodnych, lasów i gleby, do 2050 roku.
Podejmowanie fragmentarycznych działań w zakresie transformacji energetycznej ma ograniczony potencjał, więc długoterminowe wdrożenie transformacji energetycznej wymaga kilku podejść równolegle. Główną rolę w transformacji odgrywa oszczędzanie energii i poprawa efektywności energetycznej. Przykładem skutecznego sposobu oszczędzania energii jest lepsza izolacja cieplna w budynkach; przykładem poprawy efektywności energetycznej jest kogeneracja ciepła i energii elektrycznej.
Transformacja energetyczna, ze względu na potrzebę poniesienia wysokich kosztów inwestycji oraz zmian modeli gospodarczych w poszczególnych regionach, niesie ze sobą również koszty społeczne, które z kolei mogą prowadzić do zaburzeń ładu społecznego. Ich równoważenie i ograniczanie jest domeną tzw. sprawiedliwej transformacji energetycznej.